# 甲佐同盟
甲佐同盟（こうさどうめい）は、戦国時代の軍事同盟。甲斐国の武田氏と常陸国の佐竹氏の間で成立した同盟。双方の当主は武田勝頼と佐竹義重で、相模国の後北条氏を対敵として機能した。
「甲佐同盟」の呼称は丸島和洋により提唱されたもので、「甲」は甲斐武田氏の本国である甲斐国を、「佐」は佐竹氏の姓の略称を意味する。丸島は同盟締結の際に交渉を務めている佐竹配下の梶原政景が文書において武田・佐竹を「甲・佐」と呼称していることから命名している。

## 甲斐武田氏と常陸佐竹氏
甲斐武田氏・常陸佐竹氏はともに源義光（新羅三郎義光）を同一先祖と位置づける清和源氏の同族で、義光は後三年の役において長兄の源義家(八幡太郎義家)を助け、陸奥国南東から常陸国北部にまで勢力を拡大し、源義業は平安時代に常陸国佐竹郷（茨城県常陸太田市）を本領とし、子孫は戦国期に常陸における地域勢力として台頭した。
義光の嫡子源義業の子孫からは佐竹氏ら常陸源氏の一族を輩出した。佐竹氏は常陸北部に勢力をもつ中小規模の戦国大名で、関東・東北地方においては鎌倉公方や古河公方、関東管領扇谷上杉家・山内上杉家などの公権力のほか、相模国の後北条氏を除いて広域を支配する統一権力が生まれず、鎌倉公方や両上杉氏の対立や分裂に連動し、佐竹氏ら中小の地域勢力が分立する時代が続いた。こうした中で後北条氏は伊豆から相模、関東へと領国拡大を行い、山内上杉家・関東管領職を継承した越後上杉氏や佐竹氏ら関東諸族との抗争が展開された。
一方、義業の弟源義清（武田冠者）・清光親子は常陸国武田郷（茨城県ひたちなか市武田）を本領としていたが平安後期に甲斐へ移住し、子孫は甲府盆地各地へ進出し武田氏をはじめとする甲斐源氏の諸族を輩出した。武田氏は甲斐源氏の棟梁として台頭し、衰勢や分裂を経て戦国期には甲斐守護武田氏が甲斐統一を達成し、信虎・晴信（信玄）期に戦国大名化する。武田氏は晴信（信玄）から勝頼期にかけて甲斐、信濃、西上野、駿河と一国以上の規模に領国を拡大し、越後上杉氏や相模後北条氏、さらに将軍足利義昭や織田信長ら中央権力と外交関係を展開する。
佐竹氏は佐竹義重の頃に領国拡大を行っているが、最終的に武田・佐竹氏間の領国が接することはなく外交関係は限定的であったと考えられている。

## 戦国期甲斐武田氏の外交関係と佐竹氏
甲斐武田氏においては晴信期に相模国後北条氏との甲相同盟、駿河今川氏との甲駿同盟に北条・今川間の駿相同盟を加えた三国同盟を背景に信濃侵攻を行い、北信地域をめぐり山内上杉氏・関東管領職と継承した越後国上杉氏と争い（川中島の戦い）、北関東において上杉氏と争う北条氏とは共闘関係にあった。
川中島の戦いは永禄4年9月の第四次合戦を契機に収束し、同年末に武田氏は西上野侵攻を行い上野の一部を領国化している。さらに、このころ武田氏は将軍足利義昭を奉じて上洛した駿河今川氏の当敵である尾張国の織田信長との関係を深め、今川氏との関係が険悪化する。
今川氏とは永禄12年（1569年）に手切となり武田氏による今川領国侵攻が開始されるが（駿河侵攻）、武田氏は駿河侵攻に際して前年に会津蘆名氏に越後上杉氏への牽制を要請しており、この段階で蘆名氏ら関東諸族との外交関係がもたれていたと考えられている。
武田氏の今川領国への侵攻は甲相同盟を破綻させ、北条氏はそれまで敵対関係にあった越後上杉氏との越相同盟を締結し、武田方に対抗する。越相同盟に対して武田氏は織田信長・将軍足利義昭を通じた越後上杉氏との和睦（甲越和与）や後北条領国への侵攻を行い牽制する一方で、常陸の佐竹氏や下野国の宇都宮氏、下総国の簗田氏、安房国の里見氏ら北条氏と敵対する関東諸族との同盟を試みており、この段階ではじめて武田氏と佐竹氏の外交関係が確認される。
越相同盟に対抗する武田氏と佐竹氏の交渉では武田方からは信玄側近の甘利信忠や土屋昌続が取次を務めており、甘利・土屋らは関東に近い西上野国衆との取次を務めた経歴がある。この際は後北条氏に対抗する意味合いの「手合」の協議のほか、古河公方足利藤政の鎌倉帰還支援が約束されているが、後者に関しては実現を見ていない。
天正8年には真田昌幸・武田信豊を介して北条氏との「手合」を協議。勝頼期には信豊が取次となり下野佐野氏とも交渉。

## 勝頼期の外交と甲佐同盟の締結
元亀年間に将軍義昭と織田信長は関係悪化し、武田氏はそれまで友好的関係にあった信長と手切となり、信長の同盟国である徳川家康の三河領や尾張への侵攻を開始する（西上作戦）。西上作戦は信玄の死去により頓挫し、信長は将軍義昭の構築した包囲網を撃破する。武田家では勝頼に家督交代し、勝頼は当初信玄期までの外交方針を踏襲し、反攻を強めていた徳川氏に対抗するが、天正3年の長篠の戦いでは有力家臣を多く失う大敗を喫しており、佐竹氏らの取次を務めていた土屋昌次はこの合戦において戦死している。
長篠における大敗後、武田家では外交方針の転換を行う。織田信長とは長篠以降は小康状態にあり、相模後北条氏との甲相同盟を強化している。天正6年には越後上杉家において謙信死後の家督争いである御館の乱が発生し、勝頼は北条氏の要請で介入のため出兵し上杉景勝・上杉景虎両者の和睦を実現させ、景勝との同盟関係を成立させる（甲越同盟）。勝頼の撤兵中に和睦は破綻し景勝が乱を制したため北条氏では武田との関係を手切とし、甲相同盟が破綻する。
甲相同盟の破綻により武田氏は後北条領国と接する西上野や旧今川領国の駿河・伊豆方面において北条方と抗争状態となり、勝頼は上杉景勝に関東出兵を促しているが景勝は領国内が不安定であるため手合を実行できず、上杉氏と織田氏とは謙信後期に手切となっていたため、勝頼は織田氏との交渉や対後北条氏のため新たな同盟を模索していた。
そのため同盟関係を試みたのが元亀年間以来は希薄となっていた佐竹氏との関係で、勝頼期の取次は信玄期に甘利信忠・土屋昌続両者が死去していたため、武田御一門衆の武田信豊と勝頼側近で西上国衆との取次を務めていた跡部勝資が担当している。この武田一門と信豊と勝頼側近の勝資の組み合わせは甲越同盟に際した取次と同様であることが指摘されている。
甲佐同盟の交渉開始時期は不明であるが、初見資料は天正7年（1579年）9月6日付蘆名氏家臣金上盛備・富田氏実宛の佐竹一門佐竹義久書状で、この頃には双方の間で交渉が行われていることが確認される。武田氏の使者は後北条氏の妨害を受けたため「北国筋」で常陸との往来を行っており、佐竹義久は蘆名氏に対して伝馬の便宜を要請している。後北条領国を挟む武田・佐竹氏間においては使者の往来が常に懸案となり、天正9年（1581年）6月段階の武田勝頼条目にいても使者の往来について上野沼田城代真田昌幸に対して佐竹・蘆名両氏と相談することを命じている。
天正7年9月頃には、武田方は武田信豊、佐竹方は梶原政景・太田資正が取次となり双方で誓詞を交わし、「手合」について協議している。同時期に駿河国江尻に在陣し後北条勢と硬直状態にあったが、勝頼は佐竹氏との同盟交渉に際して北条方の背後を突く軍事行動を要請を行っており、勝頼は佐竹方の行動を確認するため同年末まで在陣している。
また、天正8年6月には佐竹方から勝頼に対し上野新田表への出兵を要請しており、同年9月に勝頼は上野への出兵を実行しており、甲佐同盟は相互に軍事行動を行い機能していることが確認される。勝頼はさらに佐竹氏のほか宇都宮氏や佐野氏ら北関東諸氏とも個別に外交関係をもっているが、佐竹氏に対してはこれらの北関東諸族を「諸家」と総称しており、佐竹氏を関東における盟主的存在と認識していたと考えられている。

## 甲佐同盟の影響
関東においては佐竹氏らの諸勢力は後北条氏に対し敵対していたが、安房国の里見氏は天正5年に北条氏と和睦していた。佐竹氏は天正9年には甲佐同盟を背景に里見氏に対して武田氏との同盟をもちかけており、同年6月に武田方から甘利昌忠が使者として派遣されている。佐竹氏は案内役として三橋宗玄を派遣しているが、昌忠は往路において何らかの事情により里見領に入国できなかったと考えられており、実際の同盟交渉は三橋宗玄により行われ、同年10月頃には勝頼と里見義頼との間で同盟関係が成立している。
武田氏は甲佐同盟と関東諸族との同盟拡大により後北条氏に対抗し、一方で勝頼は信長との和睦を試みている（甲江和与）。甲江和与の展開に際して、甲越同盟は上杉氏が織田氏と手切となっていたため、天正3年以降に信長との外交関係があった佐竹氏が仲介し、勝頼は佐竹義重を通じて織田氏との和睦を試みていたと考えられている。
甲佐同盟を背景とした甲江和与は天正7年には開始されており、勝頼は武田家に人質として存在していた織田信房を返還し、信長養女・龍勝院の出子である嫡男信勝に家督を譲り後見の立場となるなど和睦は一定の進捗を見せている。一方で、後北条氏では甲江和与に対抗して信長への服属交渉を行っており、信長はこれを受諾している。
勝頼は長篠敗戦後に甲越同盟・甲佐同盟を成立させ、甲佐同盟は対後北条氏の軍事同盟として機能し、佐竹氏を通じた甲江和与を展開している。一方で織田氏に対抗する軍事同盟であった甲越同盟は相互の出兵が確認されず、甲江和与の交渉に関して上杉景勝は武田氏に対して懸念を示している。こうした経緯か天正10年（1582年）に織田・徳川連合軍は甲斐への本格的侵攻を開始し、武田氏は滅亡した。
佐竹氏は武田氏の滅亡、本能寺の変による織田信長の横死後において、関東の諸氏族とともに奥州において台頭した伊達氏に対抗し、地域勢力として命脈を保っている。中央で織田家臣の羽柴秀吉（豊臣秀吉）が台頭すると秀吉の後北条氏征伐（小田原征伐）に参陣し所領を安堵され、関ヶ原の戦いを経て近世大名として存続している。